# AIESEC
AIESEC és una organització internacional no governamental i sense ànim de lucre, dirigida per joves, que els ofereix desenvolupament en lideratge, pràctiques interculturals i experiències globals d’intercanvi de voluntariat. L’organització se centra a apoderar els joves perquè tinguin un impacte social progressista. La xarxa AIESEC inclou aproximadament 40.000 membres en més de 120 països.
AIESEC té estatus consultiu en el Consell Econòmic i Social de les Nacions Unides (ECOSOC), un braç independent del Departament d'Informació Pública de les Nacions Unides i l'Oficina del representant del Secretari General de la Joventut de les Nacions Unides, membre de l'International Coordination Meeting of Youth Organisations (ICMYO), i és reconeguda per la UNESCO. La seu internacional d'AIESEC es troba a Montreal, Canadà.

## Nom
AIESEC era originalment un acrònim francès d'Association internationale des étudiants en sciences économiques et commerciales (català: Associació Internacional d'Estudiants d'Economia i Empresa). El nom complet ja no s'utilitza oficialment, ja que els membres ara poden ser graduats i estudiants de qualsevol universitat.

## Història

### Fundació

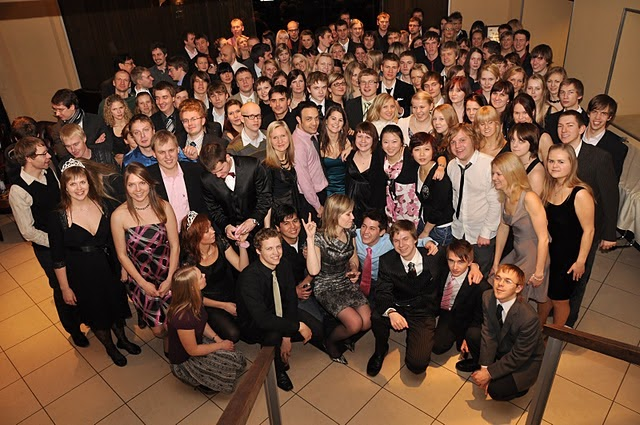
AIESEC a Estònia

La idea de la fundació d'AIESEC va començar després de la Segona Guerra Mundial, quan representants d'escoles de tot Europa van intercanviar informació sobre diversos programes i escoles especialitzades en economia i negocis. Els estudiants havien estat realitzant pràctiques en altres països, sobretot per iniciativa pròpia, quan es van truncar pels l’atac de la Segona Guerra Mundial. El 1944, els països escandinaus neutrals encara intercanviaven estudiants. Bertil Hedberg, funcionari de l’Escola d’Economia d’Estocolm, i els estudiants Jaroslav Zich (de Txecoslovàquia) i Stanislas Callens (de Bèlgica), van fundar AIESEC el 2 de juliol de 1946 amb el nom d’Association Internationale des Etudiants en Sciences Economiques amb seu a Praga i Jaroslav Zich com a primer president de l'associació.
El 2010, AIESEC va superar els 10.000 intercanvis en un sol any per primera vegada. El 2020 ja s'han acumulat més de 230.000 interaccions.

### Implicació als campus universitaris
AIESEC proporciona una plataforma per a joves de diferents universitats i col·legis, realitzant pràctiques internacionals i/o unint-se a diversos capítols locals. Aquests joves poden desenvolupar el seu potencial de lideratge treballant i liderant equips internacionals. Les oportunitats de membres associats permeten als joves treballar amb diverses ONG associades a AIESEC i representar el seu país com a part dels programes d’ambaixadors del campus. Els productes de l’organització són Global Talent, Global Teacher i Global Volunteer.
Cada any els membres tenen l'oportunitat de viure i treballar en un país estranger. Els participants poden optar per treballar en les àrees de gestió, tecnologia, educació o desenvolupament. Això els ajuda a desenvolupar les seves habilitats corporatives.

## Membres
El 2018, AIESEC es trobava present a 126 països i territoris de tot el món.

## Alumni
Els antics alumnes d’AIESEC inclouen una àmplia gamma de persones, professionals, empresaris, empresaris, polítics i un premi Nobel. Aquesta és una llista no exhaustiva d’exalumnes notables de l’AIESEC:
- Aleksander Kwaśniewski, president de Polònia del 1995 al 2005.
- Martti Ahtisaari, el desè president de Finlàndia (1994-2000), premi Nobel de la pau i diplomàtic i mediador de les Nacions Unides[13]
- Mario Monti, antic primer ministre d'Itàlia[14]
- Aníbal Cavaco Silva, ex primer ministre i president de Portugal[15]
- César Gaviria, economista i polític colombià que va exercir de president de Colòmbia del 1990 al 1994, secretari general de l'Organització d'Estats Americans del 1994 al 2004
- Gunter Pauli[16]
- Junichiro Koizumi, ex primer ministre del Japó
- Helmut Kohl, antic canceller alemany
- Janez Drnovšk, antic primer ministre d'Eslovènia
- James Shaw, ministre d'Estadística i Canvi Climàtic de Nova Zelanda